# Ritratto di Febo da Brescia
Il Ritratto di Febo da Brescia è un dipinto a olio su tela (82x78 cm) di Lorenzo Lotto, databile al 1543-1544 e conservato nella Pinacoteca di Brera a Milano.

## Storia
L'opera è documentata nel libro contabile di Lotto come commissionata nell'aprile 1543 dal nobile trevigiano Febo Bettignoli da Brescia e consegnata l'anno successivo, con pagamenti che compresero l'invio di due pavoni d'oro in segno di particolare apprezzamento. La commissione comprendeva anche il ritratto della moglie, Laura da Pola. Dopo la morte di Febo, nel 1547, il dipinto restò agli eredi della moglie, finché la casata si estinse nell'Ottocento. Nel 1859 allora la Pinacoteca di Brera, tramite l'intermediazione del pittore Francesco Hayez, acquistò entrambe le tele e insieme anche il Ritratto di gentiluomo anziano coi guanti.
Le dimensioni leggermente più piccole rispetto al ritratto della moglie fanno pensare che l'opera sia stata tagliata, probabilmente sul lato superiore.

## Descrizione e stile
I ritratti degli anni quaranta di Lotto sono caratterizzati da un'austera sobrietà. L'uomo è ritratto a mezza figura su sfondo scuro, con una giacca foderata di pelliccia chiara, che evidenzia, con linee di forza, il volto barbuto. Una mano, dalla perfetta resa nei dettagli anatomici, regge un paio di guanti, mentre l'altra è appoggiata su un piedistallo, sopra un fazzoletto bianco. I polsini bianchi ricamanti e gli anelli d'oro con gemme certificano, assieme all'abito, l'alto status sociale dell'uomo. 
La formula compositiva è assai diversa dal ritratto della moglie, più esuberante, mentre in questo caso Lotto si avvicinò all'eleganza aristocratica alla Tiziano. L'atteggiamento è placido e statico.
Prevalgono le tonalità scure, che danno maggior risalto, per contrasto, a quelle in luce, e il variare dei toni è giocato su accostamenti caldi, comune ad altre opere dell'epoca come il Ritratto d'uomo con feltro (New York) e il Ritratto di gentiluomo anziano coi guanti, pure a Brera.